# Edward Allen (cầu thủ bóng đá)
Edward Allen là một cầu thủ bóng đá thi đấu ở Football League cho Southend United. Ông sinh ra ở London, Anh.